# Marco Porcio Catone (II)
Marco Porcio Catone (in latino: Marcus Porcius Cato; ... – Filippi, 42 a.C.) è stato un politico romano della Repubblica, figlio di Catone l'Uticense e della sua prima moglie Atilia.

## Biografia
Seguì il padre in Africa a seguito dei pompeiani che si opponevano a Giulio Cesare e partecipò alla Battaglia di Tapso dove furono sconfitti da Cesare. Nonostante fosse stato perdonato da Cesare, che gli aveva consentito di mantenere la proprietà paterna, si unì ai congiurati che tramavano contro Cesare, ed in particolare al cognato Bruto (marito della sorella Porzia) ed al suo alleato Cassio. 
Dopo l'uccisione di Cesare, Marco Porcio Catone fuggì in Grecia insieme ad altri congiurati guidati da Cassio e Bruto inseguiti dalla forze del secondo triumvirato guidate da Antonio e Ottaviano. Perì nel 42 a.C. nella seconda battaglia di Filippi che sancì la definitiva sconfitta dei Cesaricidi.